# Trijntje Oosterhuis (album)
Trijntje Oosterhuis is een album van Trijntje Oosterhuis uit 2003. Het was voor de zangeres haar allereerste soloalbum, bestaand uit nieuw geschreven liedjes. Namen als Tjeerd Oosterhuis, James Hallawell en John Ewbank schreven mee aan het 14 nummers tellende album, dat nog voor het eind van dat jaar met Goud werd onderscheiden. Door middel van een bijhorende theatertour wist Oosterhuis met succes dit album te promoten. In 2004 werd het album dan ook heruitgebracht met een bonus dvd waarop een live opname van haar concert op 11 mei 2003 in Vredenburg (Utrecht) te zien was.

## Lijst van nummers
1. Free
2. Whatever You Want
3. What About Us
4. In This Together
5. It's You I Need
6. All That And More
7. Lie To Me
8. To See Your Face Again
9. Don't Say That You Love Me
10. All Around The World
11. Little Something
12. Blind
13. Better
14. This Goodbye / A Thousand Days